# Яшпал
Яшпа́л (3 декабря 1903, Фирозпур, Восточный Пенджаб, — 26 декабря 1976, Лакхнау) — индийский писатель. Лауреат премии имени Дж. Неру (1969).
Писал на хинди. В 1925 окончил Пенджабский национальный колледж в Лахоре. Участник национально-освободительного движения. В 1932 году за свои политические воззрения был арестован. Находился в заключении до 1938. В 1939 опубликовал сборник рассказов «Полёт из клетки», содержащий черты романтизма. Социально-политические романы «Товарищ Дада» (1941), «Товарищ по партии» (1946) и другие рассказывают о деятельности индийских коммунистов в 40-е годы XX века. Автор исторических романов «Дивья» (1945, русский перевод 1959), «Амита» (1956), антибуржуазного романа «Лики людские» (1949). В рассказах, тема которых — пробуждение классового сознания героев, обличал религиозное ханжество и кастовые предрассудки.
В романе-дилогии «Ложная правда» (1958—1960, русский перевод 1963) — о судьбе индийского народа в период раздела страны и достижения Индией независимости — заметны черты социалистического реализма. Актуальные проблемы индийской современной жизни трактовал с марксистских позиций. Выступал с пьесами, критическими статьями, переводами.